# Liste de ponts suspendus de France

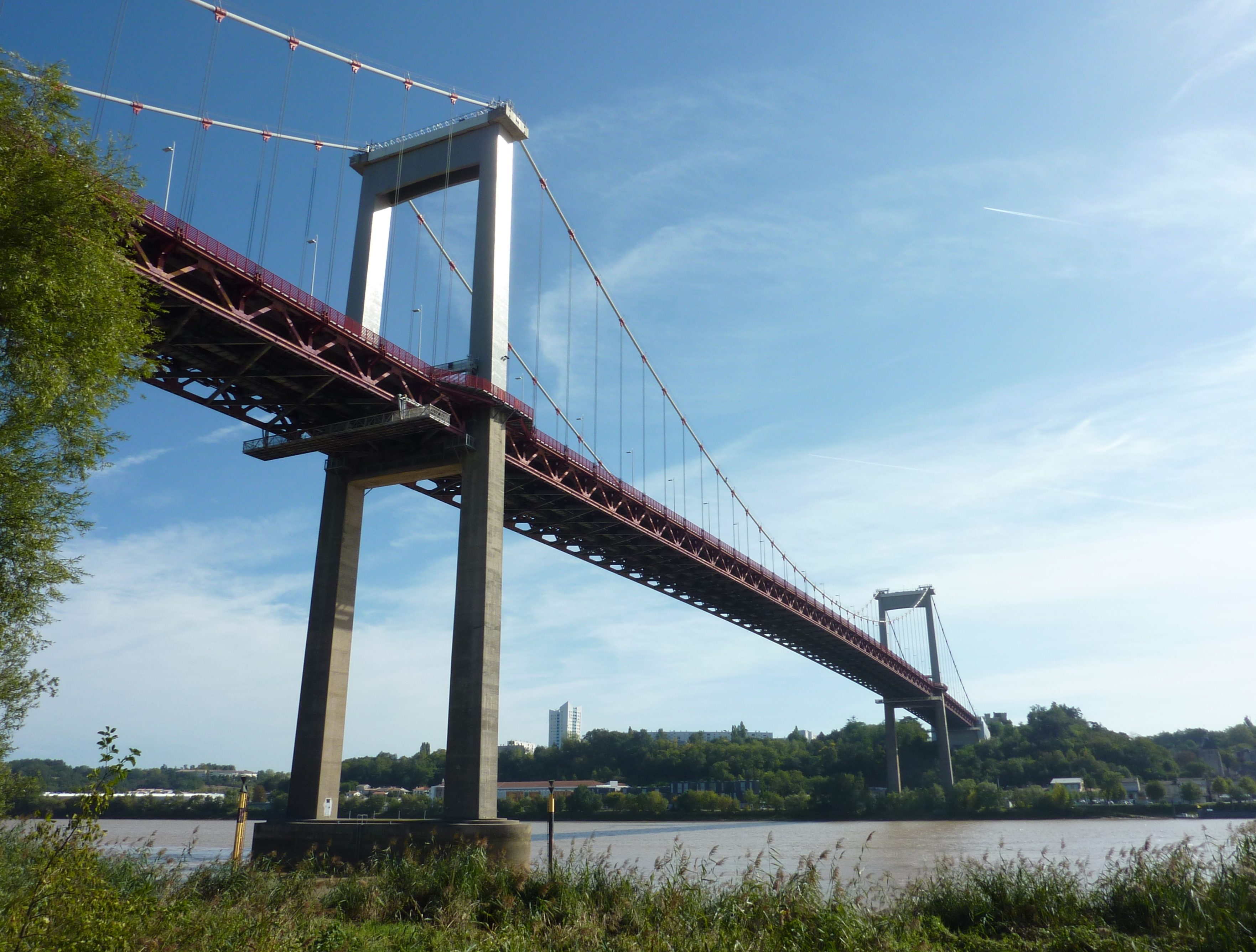
Le pont d'Aquitaine franchissant la Garonne entre Lormont et Bordeaux, mis en service en 1967.

La  Liste de ponts suspendus de France ci-dessous qui comprend une cinquantaine de ponts suspendus n'est pas exhaustive. On estimait en effet à environ 200 le nombre de ponts suspendus existants en France en 1989. 

## Ponts en service
- Pont de l'Abîme
- Pont suspendu d'Ancenis
- Pont suspendu des Andelys
- Pont d'Aquitaine
- Pont d'Assat
- Pont suspendu de Beauregard
- Pont de Bonny-sur-Loire
- Pont suspendu du Bono
- Pont suspendu de Bourret
- Pont de la Caille
- Pont de Cassagne
- Pont de Cazouls
- Pont de Cessenon
- Pont de Chalonnes-sur-Loire
- Pont de Chasse
- Pont de Châteauneuf-sur-Loire
- Pont de Châtillon-sur-Loire
- Viaduc du Chavanon
- Pont de Dessy
- Passerelle himalayenne du Drac
- Pont suspendu sur la Durance
- Pont de Fourques
- Pont de Grésin
- Pont de Groslée
- Pont d'Ingrandes-sur-Loire
- Pont de La Roche-Bernard
- Pont Lorois
- Passerelle Marguerite
- Pont de Meung-sur-Loire
- Pont Miret
- Pont de Montjean-sur-Loire
- Pont suspendu sur la Cance
- Passerelle Nelson-Mandela
- Pont suspendu de Parentignat
- Pont suspendu de la Rivière de l'Est
- Viaduc des Rochers Noirs
- Pont Saint-Hubert
- Pont de Saint-Just-Saint-Rambert
- Pont de Saint-Projet
- Pont de Serrières (Ardèche)
- Pont suspendu de Sully-sur-Loire
- Pont de Tancarville
- Passerelle de Trévoux
- Pont suspendu de Triel
- Pont de Varades
- Pont de Venterol
- Pont de la Vierge noire
- Pont suspendu de Yenne
- Pont du Port-à-l'Anglais

## Ponts détruits ou hors-service
- Pont de la Basse-Chaîne
- Pont du Bonhomme
- Pont transbordeur de Bordeaux
- Pont suspendu de Jargeau
- Pont de Kermelo
- Pont transbordeur de Nantes
- Pont de La Roche-Guyon
- Pont de Térénez